# Jaroslava Kretschmerová
Jaroslava Kretschmerová (* 1. září 1955 Praha) je česká herečka, dlouholetá členka divadla Studio Ypsilon. Pochází z umělecké rodiny, její babička působila v Národním divadle, matka byla operní pěvkyně a otec Ladislav Krečmer (vlastním jménem Kretschmer) byl členem Hudebního divadla v Karlíně. Po absolutoriu pražské DAMU, kde studovala v ročníku profesora Miloše Nedbala, se v roce 1978 stala členkou divadla Studia Ypsilon, kde působí dodnes a kde hrála ve většině inscenací. Hostovala také v Karlínském divadle, v Divadle Na Zábradlí a v Divadle Kalich.
Jedná se o herečku s výrazným temperamentem a silně osobitým hereckým projevem, díky němuž ji čeští režiséři obsadili do celé řady filmů. Nedílnou součástí herecké tvorby Jaroslavy Kretschmerové je práce v dabingu, kde propůjčuje hlas zejména Barbře Streisandové. Dabuje postavu Selmy Bouvierové, sestry Marge Simpsonové.
Za svůj výkon ve Švankmajerově filmu Otesánek byla v roce 2001 nominována na cenu Český lev.

## Divadlo
Ve Studiu Ypsilon hrála v celé řadě inscenací, jako např. Matěj Poctivý, Nadsamec, Kavárnička, Sebevrah, Amerika, Othello, Žert, satira, ironie a hlubší význam, Horké to někdo rád, Srdce, Okno, Kometa Hanzelínova, Hlava Medúzy, Prodaná nevěsta, Mozart v Praze nebo Praha stověžatá.
Zahrála si titulní roli v muzikálu Fanny v Hudebním divadle v Karlíně, v Divadle Na zábradlí hostovala ve hře Perfect days a v Divadle Kalich hrála hlavní roli ve hře Je úžasná.

## Filmografie
Jako filmová herečka ztvárnila role ve filmech Kalamita, Tajemství hradu v Karpatech, Prodavač humoru, Lásky mezi kapkami deště, S čerty nejsou žerty a Otesánek. Zahrála si i v trilogii Zdeňka Trošky Slunce, seno….
- Už dávno nejsem dítě (1977)
- Zrcadlení (1977)
- Báječní muži s klikou (1978)
- Lásky mezi kapkami deště (1979)
- Jen si tak trochu písknout (1980)
- Postřižiny (1980)
- Vrchní, prchni (1980)
- Jak svět přichází o básníky (1981)
- Kalamita (1981)
- Tajemství hradu v Karpatech (1981)
- Malinový koktejl (1982)
- Plaché příběhy (1982)
- Srdečný pozdrav ze zeměkoule (1982)
- Šílený kankán (1982)
- Anděl s ďáblem v těle (1983)
- Jára Cimrman ležící, spící (1983)
- Hele, on letí! (1984) (postsynchron Miluše Zelené v roli závodní kuchařky)
- Prodavač humoru (1984)
- Rozpuštěný a vypuštěný (1984)
- S čerty nejsou žerty (1984)
- Slunce, seno, jahody (1984)
- Tichá radost (1985)
- Chobotnice z II. patra (1986)
- Velká filmová loupež (1986)
- Veselé Vánoce přejí chobotnice (1986)
- Anděl svádí ďábla (1987)
- Dobří holubi se vracejí (1988)
- Iba deň (1988)
- Komu straší ve věži (1988)
- Mikola a Mikolko (1988)
- Slunce, seno a pár facek (1988)
- Dva lidi v zoo (1989)
- Motýlí čas (1990)
- Slunce, seno, erotika (1990)

### Televizní filmy
Před televizní kamerou se Jaroslava Kretschmerová objevila v mnoha pohádkách, hudebních pořadech, komediích a v seriálech pro děti.
- Tetinka (1977)
- Silvestr svobodného pána (TV komedie) (1979)
- Veronika, prostě Nika (TV film) - role: prodavačka (1980)
- Zabijačka (1980)
- Počítání oveček (1981)
- Angličanka (1982)
- Kaskadér (1982)
- Šéfe, to je věc (1982)
- Tři spory: Spor herečky Kvapilové (1982)
- Inzerát (TV komedie) - role: dcera Ema (1983)
- Bambinot (TV seriál) (1984)
- Létající Čestmír (TV seriál) (1984)
- Pihulka a Kaňka (TV seriál) (1984)
- Šéfe, jdem na to (1984)
- Šéfe, vrať se (1984)
- Co takhle svatba, princi? (1985)
- Chobotnice z II. patra (TV seriál, 1986)
- Ohnivé ženy se vracejí (1986)
- Gagman (TV seriál, 1987)
- Útěk ze seriálu (1988)
- Barnabáš a Tobiáš aneb cestovní kancelář Krasohled (1989)
- Mozart v Praze (1991)
- Arabela se vrací aneb Rumburak králem Říše pohádek (TV seriál, 1993)
- Malý bílý koníček (TV seriál, 1994)
- Třikrát baron Prášil (TV seriál, 1994)
- Bubu a Filip (TV seriál, 1995)
- Vápenička (1995)
- Život na zámku (TV seriál, 1995)
- Hlava Medúzy (1997)
- Hříšní lidé města brněnského (TV seriál, 1997)
- O spanilé Jašince (1997)
- Karlínská balada (2001)
- Otec neznámý (2001)
- Oštrozok (TV seriál, 2002)
- Rodinná pouta (TV seriál, 2004)
- On je žena! (TV seriál, 2005)
- Lojzička je číslo (2006)
- Škola ve mlejně (2007)
- Micimutr (2011)

## Práce pro rozhlas
- 1990 Jiří Robert Pick: Anekdoty Franci Roubíčka, tragikomedie o muži, který nedokázal neříct anekdotu. Hudba Vladimír Truc. Dramaturg Dušan Všelicha. Režie Josef Červinka. Účinkují: Tomáš Töpfer, Růžena Merunková, Barbora Kodetová, Marie Marešová, Miloš Hlavica, Jiří Lábus, Zdeněk Ornest, Josef Velda, Oldřich Vízner, Martin Velda, Simona Stašová a Jaroslava Kretschmerová. Natočeno v roce 1990.[2]